# پلیس (نیوهمپشایر)
پلیس (به انگلیسی: Place) یک منطقهٔ مسکونی در ایالات متحده آمریکا است که در شهرستان استرافورد، نیوهمپشایر واقع شده‌است. پلیس ۸۱٫۹۹ متر بالاتر از سطح دریا واقع شده‌است.